# Amstrad CPC 5512
Amstrad CPC 5512 (CPC 5512) је био кућни рачунар фирме Амстрад (Amstrad) који је почео да се производи у САД од 1986. године.
Користио је Z80A као микропроцесор. RAM меморија рачунара је имала капацитет од 512 kb (42 kb + 5 локација са 96 kb свака). 

## Детаљни подаци
Детаљнији подаци о рачунару CPC 5512 су дати у табели испод.
|                       |                                                          |
| 5512                  |                                                          |
| Произвођач            | Амстрад                                                  |
| Тип                   | кућни рачунар                                            |
| Меморија              | 512 (42 kb + 5 локација са 96 kb свака)                  |
| Поријекло             | Сједињене Америчке Државе                                |
| Година                | 1986                                                     |
| Тастатура             | тастатура са пуним помаком тастера (исто као CPC-6128)   |
| Процесор              |                                                          |
| Фреквенција процесора | 4                                                        |
| RAM                   | 512 (42 kb + 5 локација са 96 kb свака)                  |
| ROM                   | 48                                                       |
| Текст                 | 20x25 са 16 боја, 40x25 са 4 боје, 80x25 са 2 боје       |
| Графика               | 200x160 са 16 боја, 320x200 са 4 боје, 640x200 са 2 боје |
| Боја                  | 27                                                       |
| Звук                  | 3 гласа, 6 октава + 1 канал за бијели шум                |
| Димензије             | 40 x 30 x 6,5 (главна јединица)                          |
| Портови               |                                                          |
| Оперативни систем     |                                                          |